# محمد مسعود (بازیکن والیبال)
محمد مسعود (انگلیسی: Mohamed Masoud؛ زادهٔ ۱ مهٔ ۱۹۹۴) بازیکن والیبال اهل مصر است.
از باشگاه‌هایی که در آن بازی کرده‌است می‌توان به باشگاه والیبال الاهلی اشاره کرد.